# 沙人
沙人（しゃと、本名 瀬本博之 1966年11月17日 - ）は日本の俳優である。
鹿児島県大島郡瀬戸内町古仁屋（奄美大島）出身。身長170cm、体重70kg。
1989年より活動開始。エキストラ、スタントマンを経て俳優事務所へ移籍。
2011年には中国進出も果たし、2013年以降はフリーとなる。※「沙人」の芸名は2004年以降から。
俳優業の傍らシンガーソングライターとしても活動していた。
特技は空手（剛柔流→極真会館→首里手古伝→自流）、居合、アクション、拳技、剣技。
趣味はギター、カラオケ、オートバイ。
同じ奄美（瀬戸内町）出身のアーティスト元ちとせとは又従兄妹、俳優徳秀樹とは従兄弟の間柄でもある。

## 出演履歴

### 映画
- 戦争と青春（今井正監督　1991年）
- 無能の人（竹中直人監督　1991年）
- 満月（大森一樹監督　1991年）
- 一杯のかけそば（西河克己監督　1992年）
- 252 生存者あり（水田伸生監督　2008年）
- 感染列島（瀬々敬久監督　2009年）
- 愛のむきだし（園子温監督　2009年）
- re-take（斉藤彰穂監督　2009年）－清水賢一郎
- 聖白百合騎士団（田渕寿雄監督　2009年）
- ふうけもん（栗山富夫監督　2010年）
- 小小飛虎隊（中国 2013年）-帝国陸軍小野少尉
- 鋼鉄はいかに輝くか(稲垣誠監督　2015年) ‐オカダ
- 炎-HOMURA-(梶研吾監督　2018年) ‐鳴神全一郎　ハンブルク日本映画祭上映作品

### テレビ
- パパ!かっこつかないゼ（フジテレビ　1990年）
- お父さん（日本テレビ　1990年）
- メロドラマ（フジテレビ　1991年）
- いつか、サレジオ教会で（日本テレビ　1991年）
- 検事・若浦葉子（日本テレビ　1991年）
- 五月の風（日本テレビ　1991年）
- 星の流れに（TBS　1991年）
- 三婆'91（テレビ東京　1991年）
- 大江戸捜査網（テレビ東京　1991年）
- 結婚の理想と現実（フジテレビ　1991年）
- もう誰も愛さない（フジテレビ　1991年）
- 太平記（NHK　1991年）
- 忠臣蔵 風の巻・雲の巻（フジテレビ　1991年）
- 松本清張作家活動40周年記念 西郷札（TBS　1991年）
- 刑事貴族2・3（日本テレビ　1991年－1992年）
- 君の名は（NHK　1991年－1992年）
- あなただけ見えない（フジテレビ　1992年）
- チチ、カエル〜ボクとオカマの夏休み〜（フジテレビ　2008年）※アクションコーディネート
- ETV特集　戦争とラジオ①　（NHK　2009年）－日本放送協会演芸部　松島役
- 坂の上の雲（NHK　第3部10話〜12話　陸軍曹長
- 水戸黄門第43部20話（日光編）十郎太役　2011年12月5日放送
- 大金脈（中国CCTV）　乃木少将役　2012年12月放送
- 孤島飛鷹(中国SDTV)　市少佐役　2013年1月放送

### バラエティ
- ものまねバトル33 平成VS昭和名曲対決!（日本テレビ 2004年）-ラグビー部員
- Dのゲキジョー ～運命のジャッジ～魔裟斗編（フジテレビ 2005年）-マネジャー
- ザ・ジャッジEX－今井千恵編（フジテレビ 2005年）-夫
- みのもんたのSOS 恐怖!東京大地震!生死を分ける(秘)対策SP（フジテレビ 2005年）
- めちゃ×2イケてるッ! フジテレビ警察24時（フジテレビ 2007年）暴走族
- 大胆MAP 大胆!お仕事年収図鑑・がんばっている人SP（テレビ朝日 2008年）
- 未来教授サワムラZ 体重100kgの人がバク転出来る確立（フジテレビ 2008年）
- 月曜から夜ふかし（日本テレビ 2018年7月23日）独自すぎる古武術を頑張ってる男

### 舞台
- 大奥春秋-御広敷伊賀者、身分卑しき者なれど(作、監修井上泰治 2014年2月上演)

### Vシネマ
- 突風！ミニパト隊（三池崇史監督　1991年）
- 2人のマジカルナイト（牛山真一監督　1991年）
- 私立探偵 濱マイク（林海象監督　1993年）

### PV
- distance（LONG SHOT PARTY）アニメNARUTO -ナルト- 疾風伝テーマ曲

### WEB
- 実写版「中国抗日ドラマ読本」-トークゲスト DOMMUNE
- MTY-OBAKEREA-特殊メイクモデル（殺人鬼）
- パク大佐からの贈り物-旧所属事務所制作

### ライブ
- BraveBar（六本木 ～2008年）-単独ライブ 6ステージ開催
- 抗日ドラマスペシャル ft.ルポ中国潜入バイト日記（NAKED LOFT 2018年7月）

### 書籍
- 「中国抗日ドラマ読本」 合同会社パブリブ -インタビュー掲載
- 「月刊フルコンタクトKARATE」 不二流体術59周年記念演武大会での演武 2014年5月号
- 「ゴング格闘技」 松井章圭浅草支部長（現国際空手道連盟極真会館館長）-技術解説相手役 ※年度不明
- 隠されていた空手「型は教えても手は教えるな」の謎を解明する 桧垣源之助著（株）チャンプ -実演
- 隠されていた空手<2> 糸洲十訓が目指した唐手の考察 桧垣源之助著（株）チャンプ -実演
- 「JKFAN」2005年2月号-古伝の術を用いた高速上段突き－（株）チャンプ -実演